# Shingō Hyōdō
Shingō Hyōdō (兵藤 慎剛?, Hyōdō Shingō; Nagasaki, 29 luglio 1985) è un ex calciatore giapponese, di ruolo centrocampista.